# Coxhoe
Coxhoe är en by och en civil parish i kommunen Durham i England. Orten har 4 190 invånare (2011).